# Zygmunt Milli
Zygmunt Milli (ur. 13 marca 1898 w Jarosławiu, zm. 11 listopada 1963 w Krakowie) – polski artysta  malarz.

## Życiorys
Należał do drużyny skautowskiej, w sierpniu 1914 wstąpił do Legionu Wschodniego. Został zaszeregowany do 15 kompanii 3 baonu 3 Pułku Piechoty. Pod koniec 1916 był urlopowany ze względu na zły stan zdrowia, w tym czasie pracował w biurze budowlanym jako rysownik. Zgłosił się do Polskiej Organizacji Wojskowej, po przeszkoleniu został oddelegowany do rodzinnego Jarosławia, gdzie zorganizował oddział. W 1918 walczył w obronie Lwowa. Od 1920 studiował w Państwowej Szkole Sztuk Zdobniczych, jego wykładowcami byli m.in. Jan Bukowski i Wiesław Zarzycki. Równocześnie pracował zarobkowo jako dekorator teatralny. Studia ukończył w 1925, poza malarstwem sztalugowym w tym okresie Zygmunt Milli doskonalił swoje umiejętności w zakresie konserwacji i rekonstrukcji malarstwa ściennego. W 1927 uczestniczył w wystawie Towarzystwa Przyjaciół Sztuk Pięknych, od 1928 należał do Zrzeszenia Artystów Plastyków „Zwornik”, tworzył polichromie o charakterze sakralnym (osiemnaście polichromii w świątyniach współczesnych i trzynaście w zabytkowych). Rok później z bratem Stanisławem i Marianem Arczyńskim założył firmę malarską „Styl”, która wykonywała zaprojektowane przez Millego dekoracje ścienne w świątyniach. Został członkiem Zrzeszenia Artystów Rzemieślników „Głowica”. W 1932 wszedł w skład zarządu i został członkiem komitetu redakcyjnego czasopisma „Głos Plastyków”, równocześnie zaczął należeć do krakowskiego oddziału Związku Polskich Artystów Plastyków. W 1939 podczas prac konserwatorskich odkrył, a następnie odrestaurował razem z Janem Rutkowskim polichromie średniowieczne w wawelskiej Kaplicy Młodzianków. Od 1940 należał do konspiracyjnego Zrzeszenia Artystów Polskich „Krąg”. Po 1945 Zygmunt Milli nadal projektował polichromie sakralne, które wykonywał razem ze swoim bratem.
Twórczość Zygmunta Millego obejmowała nie tylko malarstwo ścienne i polichromie, były to także pejzaże, martwe natury i akty. Rzadziej tworzył kompozycje figuralne i portrety, eksperymentował z tworzeniem projektów ekslibrisów i kilimów.

## Działalność Firmy „Styl”
Założona przez Zygmunta Millego w 1929 Firma „Styl” wykonała dekoracje ścienne i polichromie jego projektu w wielu świątyniach na terenie całego kraju, były to m.in.:
- Kościół św. Jana Chrzciciela i św. Jana Ewangelisty w Krakowie (przemalowana w 1959 przez Edwarda Mytnika);
- Kościół Nawrócenia św. Pawła w Krakowie;
- Kościół pw. Podwyższenia Krzyża Świętego w Luborzycy (zamalowana w 1982);
- Kościół pw. św. Joachima w Sosnowcu;
- Kościół parafialny pw. św. Klemensa w Zawoi;
- Kościół pw. św. Trójcy w Słupi;
- Kościół parafialny pw. Wniebowzięcia Najświętszej Maryi Panny w Sulmierzycach;
- Kościół pw. św. Macieja Apostoła i św. Katarzyny w Ratoszynie Pierwszym;
- Kościół św. Jakuba w Jedwabnem;
- Kościół pw. Matki Bożej Pocieszenia w Budzowie);
- Sanktuarium Matki Bożej Zawadzkiej w Zawadzie;
- Kościół pw. Wniebowzięcia Najświętszej Marii Panny w Mstyczowie,
- Kościół pw. św. Stanisława w Dobrzyjałowie;
- Kościół pw. św. Stanisława Biskupa i Męczennika w Myszkowie;
- Kościół pw. św. Antoniego Padewskiego w Koziegłówkach;
- Kościół pw. św. Trójcy w Gródku;
- Kościół pw. św. Małgorzaty w Pierzchnicy;
- Kościół pw. Najświętszego Serca Pana Jezusa w Krakowie (Piaskach Wielkich);
- Kościół Księży Misjonarzy pw. NMP z Lourdes w Krakowie